# Eggs Sardou

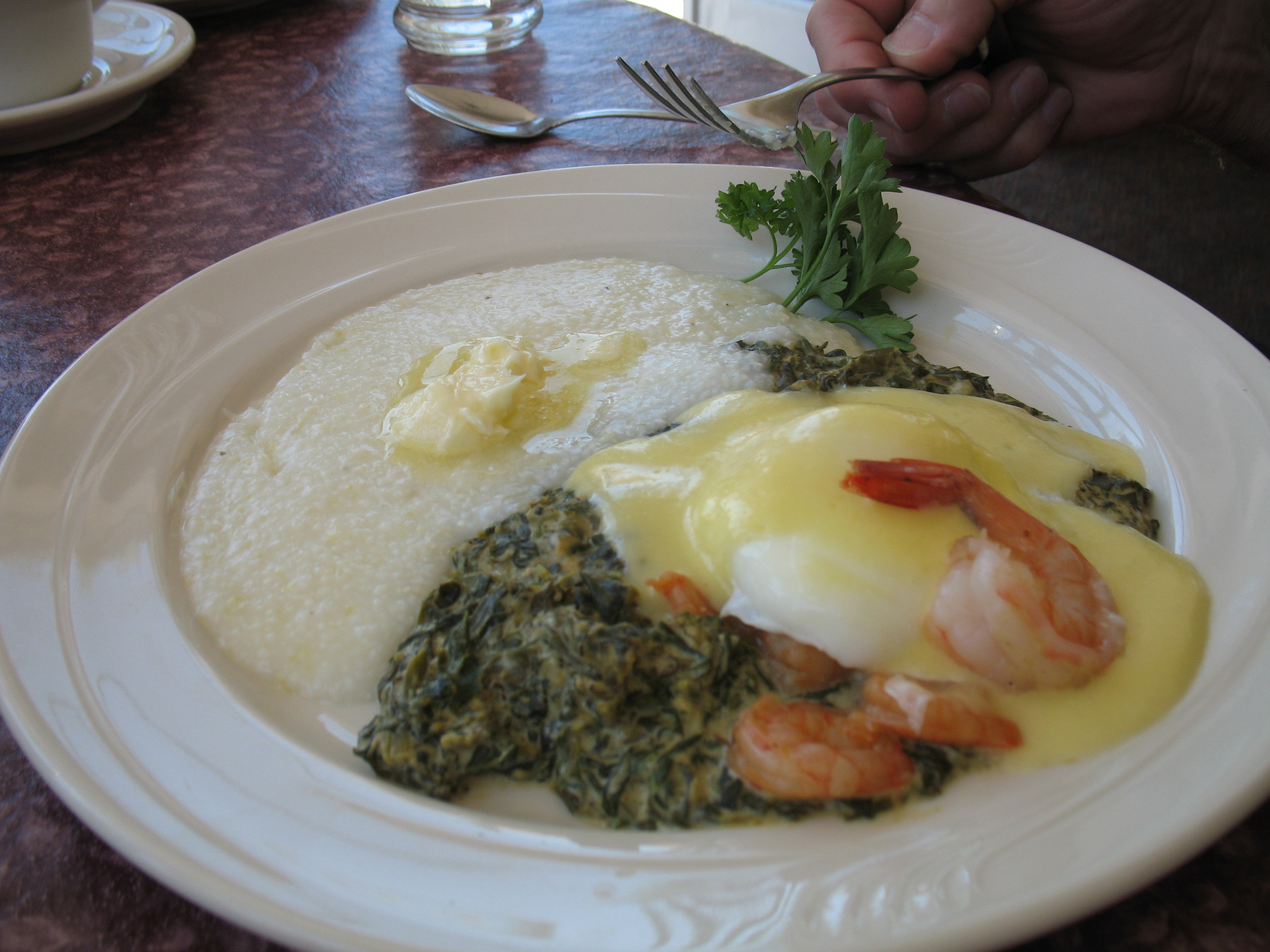
Eggs Sardou mit Shrimps und Grits

Eggs Sardou sind eine Spezialität der kreolischen Küche, wie man sie vor allem in New Orleans findet. In diesem Gericht zeigt sich besonders deutlich der Einfluss der französischen Einwanderer auf die Entwicklung dieser Küche der Südstaaten.
Eggs Sardou besteht aus pochierten Eiern, die auf Artischockenböden angerichtet und gemeinsam mit Spinat und Sauce hollandaise serviert werden.